# Mushikaburi-hime
Mushikaburi-hime (jap. 虫かぶり姫) – seria light novel napisana przez Yui i zilustrowana przez Satsuki Shiinę, publikowana online między wrześniem 2015 a styczniem 2022 w serwisie Shōsetsuka ni narō. Później została przejęta przez wydawnictwo Ichijinsha, które wydaje ją pod imprintem Iris NEO od lipca 2016.
Adaptacja w formie mangi z ilustracjami Yui Kikuty ukazuje się na łamach magazynu „Gekkan Comic Zero Sum” wydawnictwa Ichijinsha od sierpnia 2018.
Na podstawie powieści studio Madhouse wyprodukowało serial anime, który emitowano od października do grudnia 2022.

## Fabuła
Elianna Bernstein, szlachcianka wywodząca się z rodu o długiej tradycji czytelniczej, niczego nie kocha tak bardzo jak książek. Kiedy więc następca tronu, książę Christopher, obiecuje jej, że w zamian za udawanie jego narzeczonej, umożliwi jej dostęp do królewskiej biblioteki i ograniczy jej obowiązki do minimum, Elianna z radością korzysta z okazji, by ukryć się za ich pozornym związkiem i czytać do woli. Jednak z biegiem czasu okazuje się, że książę ma powody, by oświadczyć się właśnie jej.

## Bohaterowie
- Elianna Bernstein (jap. エリアーナ・ベルンシュタイン Eriāna Berunshutain)

Seiyū: Reina Ueda 
- Christopher Selkirk Ashelard (jap. クリストファー・セルカーク・アッシェラルド Kurisutofā Serukāku Assherarudo)

Seiyū: Ryōhei Kimura 
- Alexei Strasser (jap. アレクセイ・シュトラッサー Arekusei Shutorassā)

Seiyū: Kōki Uchiyama 
- Gren Eisenach (jap. グレン・アイゼナッハ Guren Aizenahha)

Seiyū: Yuma Uchida 
- Theodore Warren Ashelard (jap. テオドール・ウォーレン・アッシェラルド Teodōru Wōren Assherarudo)

Seiyū: Wataru Hatano 
- Alan Ferrera (jap. アラン・フェレーラ Aran Ferēra)

Seiyū: Gen Satō 
- Irvine Olanza (jap. アーヴィン・オランザ Āvuin Oranza)

Seiyū: Yōhei Azakami 
- Alfred Bernstein (jap. アルフレッド・ベルンシュタイン Arufureddo Berunshutain)

Seiyū: Nobunaga Shimazaki 
- Jean (jap. ジャン Jan)

Seiyū: Taku Yashiro 

## Light novel
Seria była publikowana online w serwisie Shōsetsuka ni narō od 13 września 2015 do 23 stycznia 2022. Następnie została nabyta przez wydawnictwo Ichijinsha, które wydaje ją pod imprintem Iris NEO od 1 lipca 2016. Według stanu na 4 października 2022, do tej pory wydano 7 tomów.
| Nr | Data wydania (język japoński) | ISBN (język japoński)  |
| -- | ----------------------------- | ---------------------- |
| 1  | 1 lipca 2016                  | ISBN 978-4-75-804848-4 |
| 2  | 2 lutego 2017                 | ISBN 978-4-75-804912-2 |
| 3  | 2 sierpnia 2017               | ISBN 978-4-75-804975-7 |
| 4  | 2 sierpnia 2018               | ISBN 978-4-75-809086-5 |
| 5  | 2 lipca 2019                  | ISBN 978-4-75-809185-5 |
| 6  | 2 lutego 2022                 | ISBN 978-4-75-809435-1 |
| 7  | 4 października 2022           | ISBN 978-4-75-809496-2 |

## Manga
Adaptacja w formie mangi z ilustracjami Yui Kikuty ukazuje się w magazynie „Gekkan Comic Zero Sum” od 28 sierpnia 2018. Następnie wydawnictwo Ichijinsha rozpoczęło zbieranie rozdziałów do wydań w formacie tankōbon, których pierwszy tom ukazał się 25 kwietnia 2019. Według stanu na 31 października 2022, do tej pory wydano 7 tomów.
| Nr | Data wydania (język japoński) | ISBN (język japoński)  |
| -- | ----------------------------- | ---------------------- |
| 1  | 25 kwietnia 2019              | ISBN 978-4-7580-3432-6 |
| 2  | 25 października 2019          | ISBN 978-4-7580-3466-1 |
| 3  | 25 kwietnia 2020              | ISBN 978-4-7580-3504-0 |
| 4  | 30 listopada 2020             | ISBN 978-4-7580-3564-4 |
| 5  | 31 maja 2021                  | ISBN 978-4-7580-3611-5 |
| 6  | 28 lutego 2022                | ISBN 978-4-7580-3718-1 |
| 7  | 31 października 2022          | ISBN 978-4-7580-3806-5 |

## Anime
Adaptacja w formie telewizyjnego serialu anime produkcji Madhouse została ogłoszona 28 stycznia 2022. Serię wyreżyserował Tarō Iwasaki, scenariusz napisał Mitsutaka Hirota, postacie zaprojektował Mizuka Takahashi, muzykę zaś skomponowali Yūko Fukushima i Tomotaka Ōsumi. Anime było emitowane od 6 października do 22 grudnia 2022 w stacjach AT-X, Tokyo MX, Kansai TV i BS NTV. Motywem otwierającym jest „Prologue” autorstwa Yuki Iguchi, natomiast kończącym „Kawabyōshi” (jap. 革表紙) w wykonaniu Kashitarō Itō.